# Spatulophorus alyssi
Spatulophorus alyssi är en insektsart. Spatulophorus alyssi ingår i släktet Spatulophorus och familjen långrörsbladlöss. Inga underarter finns listade i Catalogue of Life.